# Le Bain du cheval
Le Bain du cheval (également connu sous le titre Le Cheval blanc) est une huile sur toile de Joaquín Sorolla de 205 × 250 cm. D'après la signature, elle est datée de 1909 et est actuellement conservée au Musée Sorolla de Madrid.

## Histoire
Elle fait partie de la série de peintures de plage que le peintre réalisa au Cabañal de Valence à son retour des États-Unis.
Cette série de toiles qu'il peignit durant l'été 1909 inclut d'autres œuvres telles que Promenade au bord de la mer.

## Description et caractéristiques
Le peintre adopte un point de vue élevé par rapport à la scène, technique habituelle chez Sorolla, et le situe au niveau de la tête du garçon que tient la bride du cheval, groupe qui forme un premier plan long et incliné qui réduit la ligne de l'horizon à une maigre frange. Vraisemblablement, de cette manière, l'artiste évite le vide du ciel clair de Valence et centre l'attention du spectateur dans le sable de la plage et la ligne ondulante de l'eau avec ses quelques ombres, les reflets de la lumière, que Sorolla savait rendre de façon magistrale d'un coup de pinceau empâté, léger et agile,.